# R. Kelly
Pour les articles homonymes, voir R. Kelly (album) et Kelly.
R. Kelly, nom de scène de Robert Sylvester Kelly, né le 8 janvier 1967 à Chicago dans l'Illinois, est un chanteur de RnB et de soul, producteur, auteur-compositeur et criminel américain.
Il est l'auteur de tubes des années 1990 et 2000, tel I Believe I Can Fly pour lequel il a reçu trois Grammy Awards.
Durant les années 2000, R. Kelly se trouve au centre de plusieurs affaires judiciaires. En 2019, il est arrêté et inculpé pour des crimes perpétrés entre 1994 et 2018, dont trafic et exploitation sexuelle de mineurs, extorsion, corruption et travail forcé. Reconnu coupable, il est condamné plusieurs fois. La peine la plus lourde, en juin 2022, est de trente ans de réclusion criminelle.

## Jeunesse et débuts

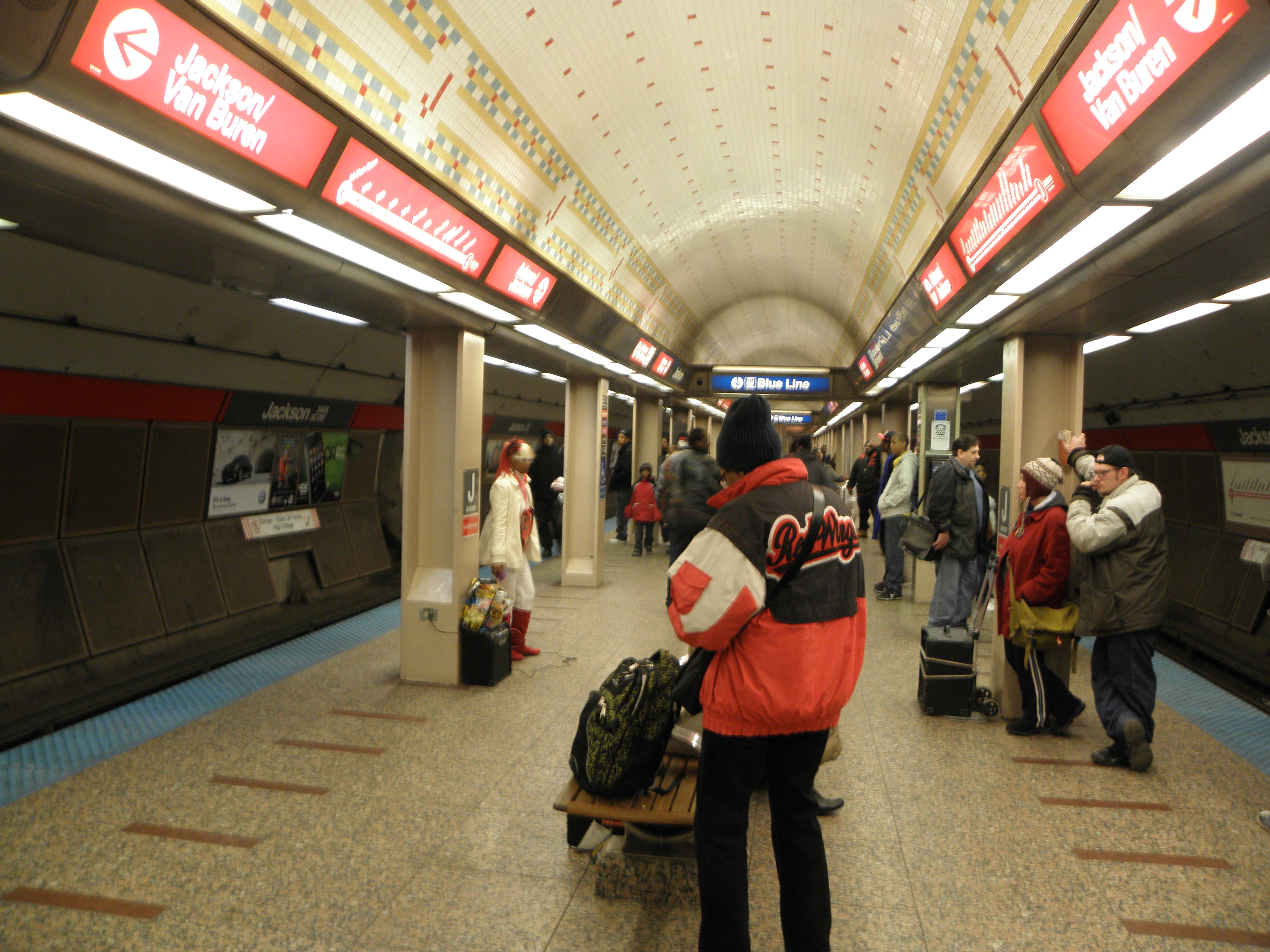
Adolescent, Kelly a commencé à se produire en public dans les stations de la ligne rouge du métro de Chicago.

Né Robert Sylvester Kelly et élevé dans le South Side de Chicago, il est le troisième de quatre enfants. La mère célibataire de Kelly, Joanne, est chanteuse. Le père de Kelly, lui, sera absent tout le long de sa vie. La famille de Kelly résidait aux Ida B. Wells Homes, un grand ensemble situé dans le quartier de Bronzeville à Chicago. Lena McLin décrit le foyer de Kelly selon ses termes : « C'était serré. Une table, deux chaises. Il n'y avait clairement aucune présence paternelle ici ». Kelly chante pour la première fois dans une chorale à huit ans.
Kelly grandit dans un foyer féminin, un entourage dans lequel il réagit différemment pendant l'absence de sa mère et de ses grands-parents. Enfant, Kelly est régulièrement abusé sexuellement par une jeune femme âgée de dix ans de plus que lui. « J'avais trop peur et honte » confie Kelly dans son autobiographie sur le fait qu'il n'ait jamais raconté ce qui lui était arrivé.
À la fin des années 1970, âgé d'à peine 10 ans, Kelly se dispute avec sa petite amie près d'une crique, et la pousse involontairement dans l'eau. Elle sera retrouvée morte, noyée.
À 11 ans, il reçoit une balle dans l'épaule alors qu'il se dirigeait chez lui ; la balle serait apparemment toujours logée dans son épaule.
Kelly étudie à la Kenwood Academy dans le quartier de Hyde Park à Chicago en 1980, et y fait la rencontre de sa professeure Lena McLin, qui encouragera Kelly à participer et chanter Ribbon in the Sky de Stevie Wonder lors d'un concours de talent organisé à son lycée,. Lena Mclin encourage également le jeune Kelly à arrêter le basketball. Elle explique qu'il l'avait d'abord mal pris, mais avoir changé d'avis après avoir participé au concours. Kelly joue dans l'équipe de basketball avec le futur joueur Ben Wilson. Il chantera It's So Hard to Say Goodbye to Yesterday à l'enterrement de ce dernier. La mère de Kelly, quant à elle, décède en 1993.

## Vie conjugale et familiale
Le 31 août 1994, à 27 ans, il épouse la chanteuse et actrice Aaliyah, alors âgée de 15 ans. Les parents de celle-ci font annuler le mariage (la législation américaine de l'État de l’Illinois interdit le mariage aux moins de 18 ans). Aidée par le manager de Kelly, Aaliyah avait menti sur son âge pour pouvoir se marier. Ses parents l’envoient en Europe pour étouffer le scandale,,.
R. Kelly commence à sortir avec Andrea Drew en 1996. Ils se marieront l'année suivante et auront deux filles et un garçon. La séparation est finalisée en 2006 et le divorce prononcé en janvier 2009. En janvier 2019, dans un message public, Joann, qualifiant son père de « monstre, manipulateur et toxique », affirme avoir, comme son frère et sa sœur, cessé tout contact avec lui, depuis l’année 2008.

## Carrière musicale

### Born Into the 90'set12 Play(1989–1994)
R. Kelly se popularise en 1989 lorsqu'il participe, aux côtés de Marc McWilliams, Vincent Walker et Shawn Brooks, au concours télévisé appelé Big Break, présenté par Natalie Cole. Kelly remportera la somme de 100 000 $. Le premier album de Kelly, Born into the 90's, est publié au début de 1992 (sous le nom de R. Kelly and Public Announcement). Publié pendant le boom du new jack swing au début des années 1990, l'album contient les singles RnB à succès She's Got that Vibe, Honey Love, Dedicated, et Slow Dance (Hey Mr. DJ). À la fin de 1992, Kelly and Public Announcement participent à la tournée 60653, dont le titre correspond au zip code du quartier de Kelly. Il s'agira du seul album crédité aux côtés de Public Announcement. Kelly se sépare du groupe en janvier 1993.
Le premier album solo de Kelly, 12 Play, est publié le 9 novembre 1993 et contient le single à succès Bump n' Grind qui passera 12 semaines à la première place du classement Billboard Hot RnB Singles. Les autres singles incluent Your Body's Callin' (U.S. Hot 100: #13, U.S. R&B: #2) et Sex Me (U.S. Hot 100: #20, U.S. R&B: #8). Les deux singles comptent 500 000 exemplaires vendus aux États-Unis, et sont certifiés disque d'or par la RIAA. En 1994, 12 Play est certifié disque d'or par la Recording Industry Association of America (RIAA), et devient finalement certifié sextuple disque de platine.

### R. KellyetI Believe I Can Fly(1995–1996)
En 1995, R. Kelly est nommé pour la première fois aux Grammy Awards, deux fois pour l'écriture et la composition de la chanson You Are Not Alone de Michael Jackson. Le succès de R. Kelly continue de s'accroitre avec la publication de son deuxième album, R. Kelly, le 14 novembre 1995 aux États-Unis. Stephen Holden du New York Times décrit R. Kelly comme « celui qui règne en maître sur le pop-soul encore mieux que Barry White […] ». En décembre 1995, le professeur Michael Eric Dyson salue l'album homonyme de R. Kelly au magazine Vibe : « Kelly transforme son tourment personnel en une force musicale ». L'album atteint la première place du Billboard 200, et devient le premier disque de R. Kelly dans les classements. L'album R. Kelly contient trois singles certifiés disque de platine : You Remind Me of Something (U.S. Hot 100: #4, U.S. R&B: #1), I Can't Sleep (Baby If I) (U.S. Hot 100: #5, U.S. R&B: #1), et Down Low (Nobody Has To Know) (U.S. Hot 100: #4, U.S. R&B: #1). L'album homonyme de Kelly est vendu à quatre millions d'exemplaires ; il devient certifié quadruple disque de platine par la RIAA. R. Kelly fait la promotion de l'album avec la tournée Down Low Top Secret Tour aux côtés de LL Cool J, Xscape, et Solo.
R. Kelly publie l'un de ses meilleurs singles, I Believe I Can Fly, une chanson originellement composée pour le film Space Jam. Ce titre atteint la deuxième place du Billboard Hot 100, et la première place aux classements britanniques ; il est aussi nommé trois fois aux Grammy Awards en 1998. Le magazine Rolling Stone classe la chanson à la 406e place de son « Top 500 des meilleures chansons de tous les temps ». En 1996, Kelly épouse la chorégraphe et danseuse Andrea Lee.

### R.etLife(1997–1999)
En 1997, R. Kelly réalise l'un de ses rêves en signant un contrat pour jouer au basketball avec les Atlantic City Seagulls de l'United States Basketball League (USBL). Kelly endosse le numéro 12, en référence à son album 12 Play. Kelly explique en ces termes : « J'aime tellement le basketball que ça me permet de me libérer l'esprit, de laisser la musique de côté pendant quelques minutes, et c'est aussi l'un de mes rêves qui se réalise ». Le contrat de Kelly à l'USBL stipule qu'il peut remplir ses engagements musicaux à tout moment si nécessaire. « Si Whitney Houston avait besoin qu'on lui écrive une chanson », explique Gross, « il peut quitter l'équipe et revenir quand ça lui plaît ». « Ce n'est pas un rôle qu'on lui a donné », explique Ken Gross, chef des Seagulls qui a signé Kelly. Kelly est le premier musicien à jouer dans une équipe de basketball professionnelle,.
En 1998, R. Kelly publie R., son quatrième album solo, et premier double-album. L'album contient différents genres musicaux allant du radio pop (Céline Dion), au street rap (Nas et Jay-Z) et au Blues (Suicide). L'album est publié le 17 novembre 1998 aux États-Unis. Dave Hoekstra du Los Angeles Times décrit l'album comme « le projet de loin le plus ambitieux de sa carrière ». L'album atteint la première place des RnB Albums, ce qui en fait le troisième album de Kelly à atteindre la première place. Il contient son single à succès I'm Your Angel, un duo avec Céline Dion, et des classiques notables comme When A Woman's Fed Up (Hot RnB/Hip-Hop: #5) et If I Could Turn Back the Hands of Time (Hot 100: #12, UK: #2). L'album contient également le hit I Believe I Can Fly.
Toujours en 1998, Kelly écrit et produit le premier album de sa protégée la chanteuse Sparkle, publié au label Rockland Records et distribué par Interscope. En 2000, l'album homonyme Sparkle est certifié disque de platine et contient le single Be Careful, un duo avec R. Kelly.

### TP-2.cometThe Best of Both Worlds(2000–2002)
Au commencement du millénaire, Kelly est récompensé à de multiples reprises pour sa carrière de superstar du RnB. En janvier 2000, Kelly remporte un prix dans la catégorie de « musicien RnB/soul préféré » aux American Music Awards, et est, en février, nommé pour plusieurs Grammy Awards, dans les catégories de « meilleure performance RnB » (When a Woman's Fed Up), « meilleur album de RnB » (R.), et « meilleure performance d'une chanson rap/RnB » (Satisfy You) avec P. Diddy.
Le 7 novembre 2000, Kelly publie son cinquième album, TP-2.com. Contrairement à l'album précédent de Kelly, R., toutes les chansons incluses dans TP-2.com sont entièrement écrites, produites et interprétées par Kelly. Jason Birchmeier d'AllMusic attribue à TP-2.com une note de quatre étoiles sur cinq. L'album est le second de R. Kelly à atteindre la première place du Billboard 200 et à atteindre le sommet des RnB / Hip-hop Albums. TP-2.com contient les singles à succès I Wish (U.S. Hot 100: #14, U.S. R&B: #1), Feelin' on Yo Booty (U.S. R&B: #9), et le remix de Fiesta (U.S. Hot 100: #6, U.S. R&B: #1), avec Jay-Z.
En 2001, Kelly remporte l'Outstanding Achievement Award aux MOBO Awards et le magazine Billboard classe TP-2.com 94e de son « Top 200 des albums de la décennie ».
The World's Greatest est un hit, et R. Kelly joue à la cérémonie d'ouverture des Olympiques hiver. Le 24 janvier 2002, lors d'une conférence de presse annonçant la fin des enregistrements pour The Best of Both Worlds, des célébrités comme Johnnie Cochran, Russell Simmons, Luther Vandross et Sean Combs saluent l'album, Jay-Z espérant que l'album puisse « mieux représenter l'unité générale entre les noirs. » Black Electorate décrit cette collaboration comme « l'un des plus grands pas de la musique noire. » L'album ayant filtré le 22 février 2002, le label Roc-A-Fella n'a d'autre choix que d'avancer la date de sortie du 26 mars au 19 mars,. Jay-Z exprime sa frustration concernant le filtrage de l'album lors d'un entretien à MTV News. La date de sortie de The Best of Both Worlds est finalement repoussée à sa date initiale, le 26 mars. L'album compte 285 000 exemplaires vendus la première semaine, et se classe deuxième au Billboard 200.
En mai 2002, le sixième album de R. Kelly, Loveland, est filtré et sa date de sortie est repoussée à novembre.

### DeChocolate FactoryàTP.3 Reloaded(2003–2005)
Au début de 2003, Chocolate Factory rencontre un succès immense en se vendant à plus de trois millions d'exemplaires, notamment grâce à des singles comme Ignition. Snake et Step in the Name of Love sont également populaires. En 2004, Kelly publie le coffret Happy People/U Saved Me. La même année, Kelly joue au Star-Spangled Banner lors de l'introduction d'un combat de boxe entre Bernard Hopkins et Jermain Taylor. En octobre 2004, Kelly se réunit avec Jay-Z pour une suite de leur album Best of Both Worlds peu après une performance du duo au Madison Square Garden un an plus tôt. L'album du duo, Unfinished Business, est publié et atteint la première place du Billboard 200.
La tournée Unfinished Business est cependant entachée par une rivalité entre les deux chanteurs, R. Kelly arrivant supposément en retard ou absent de leurs performances. Le chanteur, d'après Jay-Z, se plaignait souvent de ne pas voir les projecteurs tournés vers lui et quittaient souvent au milieu d'un show. Le 25 avril 2006, le cousin de Jay-Z, Tyran (Ty-Ty) Smith, avoue lors d'une audience au Manhattan Criminal Court avoir aveuglé au spray R. Kelly et quatre de ses gardes du corps au Madison Square Garden en octobre 2004. Smith est accusé d'agression, mais il plaide coupable et est condamné à quatre jours de travail d'intérêt général. Après l'incident, Jay-Z engage Tyran Smith en tant qu'exécutif au label Def Jam Recordings. R. Kelly lance aussi un recours en justice de 75 millions de dollars contre Jay-Z pour l'avoir annulé de sa tournée.
En 2005, R. Kelly publie son septième album, TP.3 Reloaded. L'album inclut les chapitres de Trapped in the Closet.

### Double Up(2006–2008)
En 2006, R. Kelly lance la tournée The Light It Up Tour, qui sortira en DVD. Le 29 mai 2007, R. Kelly publie son huitième album Double Up, qui contient le single I'm a Flirt (Remix), en featuring avec T.I. et T-Pain. La chanson originale intitulée I'm a Flirt, également produite et coécrite par R. Kelly, est une chanson bonus de l'album The Price of Fame de Bow Wow (2006). Cependant, R. Kelly n'a jamais attribué les droits de son single. La première chanson de Kelly issue de Double Up est I'm a Flirt (Remix), sur laquelle Bow Wow ne participe pas. L'autre single issu de Double Up s'intitule Rise Up est un hommage des victimes de la tuerie de Virginia Tech. La chanson est officiellement publiée sur Internet en mai 2007. Les bénéfices vont à la Hokie Spirit Memorial Fund.
R. Kelly lance sa tournée Double Up aux côtés de Ne-Yo, Keyshia Cole et J. Holiday. Après deux shows, le promoteur Leonard Rowe annule la participation de Ne-Yo à cause de divergences contractuelles. En 2008, Kelly publie une chanson, I'm a Beast, dans laquelle il attaque ses détracteurs.
En 2008, Billboard annonce la future publication d'un nouvel album de Kelly, intitulé 12 Play: Fourth Quarter en été la même année, mais pour le moment mis en suspens. Billboard cite également Kelly parmi les meilleurs musiciens sa 50th Anniversary List. Au printemps, le premier single promotionnel, Hair Braider, atteint la 8e place du Billboard RnB Chart. Le 28 juillet, l'album filtre en ligne dans son intégralité.

### DeUntitledàLove Letter(2009–2010)
En janvier 2009, après sa séparation en 2005, R. Kelly divorce d'Andrea Kelly. Le couple aura été marié pendant 11 ans. Le 3 juin 2009, Kelly publie sa toute première mixtape pour les fans, The Demo Tape (Gangsta Grillz) presented by DJ Skee and DJ Drama. Au Velvet Room d'Atlanta en février 2009, R. Kelly annonce un nouvel album intitulé Untitled. L'album est prévu pour le 29 septembre 2009 mais repoussé au 13 décembre 2009.
R. Kelly joue pour la première fois en Afrique aux Arise African Fashion Awards de Johannesbourg, en Afrique du Sud le 20 juin 2009. R. Kelly prévoit jouer au Cap avant de participer au festival ThisDay au Nigeria en juillet. Kelly joue également à Kampala, en Ouganda en janvier 2010.
R. Kelly joue la chanson Sign of a Victory à la cérémonie d'ouverture de la Coupe du monde de football de 2010 du 11 juin 2010. Le 23 juillet 2010, une chanson intitulée Tongues, annoncée comme le premier single de l'album Zodiac, est publiée. Elle est produite par le producteur Bangladesh et fait participer Ludacris,. Dans un entretien en septembre 2010 avec le magazine XXL, Kelly explique travailler sur trois nouveaux albums (Epic, Love Letter, et Zodiac). Le 13 septembre 2010, Kelly publie l'un de ses trois nouveaux albums, Epic. En novembre 2010, Kelly collabore avec plusieurs musiciens africains pour lancer un supergroupe appelé One8. Le groupe fait participer 2Face du Nigeria, Alikiba de Tanzanie, et Fally Ipupa du Congo, 4X4 du Ghana, le rappeur Movaizhaleine du Gabon, Jordan Katembula de Zambie, le rappeur Navio de l'Ouganda et Amani du Kenya, la seule femme du groupe. Leur première chanson s'intitule Hands Across the World écrite et produite par R. Kelly,. Le dixième album de Kelly, Love Letter est publié le 14 décembre 2010 à l'international. L'album contient 15 chansons, la dernière étant une chanson bonus ; une reprise de You Are Not Alone de Michael Jackson.

### Année 2011
À la 53e édition des Grammy Awards de Los Angeles, R. Kelly chante plusieurs hits comme Happy People, When a Woman's Fed Up et Bump N' Grind. Ann Powers du Los Angeles Times accueille favorablement sa performance. En mars 2011, Kelly est nommé premier musicien RnB des 25 dernières années par le magazine Billboard.
Le 19 juillet 2011, R. Kelly est admis d'urgence au Northwestern Memorial Hospital de Chicago pour subir une opération à la gorge. Il annule sa performance au Reggae Sumfest en Jamaïque prévue pour vendredi. Dans un communiqué, les organisateurs du festival expliquent : « Les graves problèmes de santé de R. Kelly l'ont empêché de participer au festival. » Johnny Gourzong, le directeur exécutif de Sumfest Productions, commente également : « Sa présence nous manquera au festival. » Le 20 juillet 2011, les représentants de R. Kelly expliquent que ce dernier a été admis à l'hôpital pour se faire opérer d'un abcès aux amygdales et qu'« il sera absent pendant une durée prolongée et indéterminée ». Le 21 juillet 2011, le porte-parole de Kelly, Allan Mayer, rapporte que le chanteur est sorti du Northwestern Memorial Hospital de Chicago et est en convalescence.
Le 23 septembre 2011, le magazine Variety confirme la signature de Kelly pour la bande-son du film Sparkle. Le 7 octobre, RCA Music Group annonce sa séparation avec Jive Records, Arista Records et J Records. Après la fermeture, Kelly, entre autres, publiera désormais ses chansons chez RCA Records,.
Le 10 novembre 2011, R. Kelly tweete à ses fans et publie une chanson intitulée Shut Up. Dans la chanson, Kelly s'adresse aux personnes ayant douté de son retour après son opération, et répond aux rumeurs qui l'entouraient lorsqu'il était en convalescence. Shut Up est positivement accueillie par Spin, et Prefix Magazine, notamment. Le 21 décembre 2011, Kelly apparaît à l'émission américaine The X Factor.

### Write Me BacketTrapped in the Closet(2012)
Le 31 janvier 2012, R. Kelly révèle une suite à l'album Love Letter intitulé Write Me Back. L'album est un mélange des précédents albums de R. Kelly ; Love Letter, Happy People et un peu de TP-2.com. Le 18 février 2012, R. Kelly joue aux funérailles de Whitney Houston. Kelly chante la ballade I Look to You, une chanson écrite pour Whitney, publiée le 23 janvier 2009. Le 20 mars 2012, la chaîne américaine IFC annonce une troisième saison de l'émission Trapped in the Closet.
Le 26 juin 2012, R. Kelly publie son septième album, Write Me Back. Le 31 août 2012, Kelly annonce la tournée The Single Ladies Tour en featuring avec la chanteuse Tamia.

### Black Panties,The Buffetet collaborations (2013)
En 2013, R. Kelly continue sa tournée The Single Ladies Tour. Il joue aussi lors de festivals à travers l'Amérique du Nord North America, comme le Bonnaroo Music Festival, le Pitchfork Music Festival, et le Macy's Music Festival. Le 30 juin 2013, R. Kelly joue au BET Awards Show pour la première fois depuis des années, chantant des hits comme My Story en featuring avec 2 Chainz. Kelly annonce ensuite la publication du tout premier single issu de son douzième album Black Panties. L'album est publié le 10 décembre 2013.
À cette période, R. Kelly collabore aussi avec plusieurs artistes. Il coécrit et participe à la chanson Do What U Want de Lady Gaga issue de son album Artpop. R. Kelly effectue son duo avec Lady Gaga pour la première fois au Saturday Night Live le 16 novembre 2013. Les deux prévoient également participer aux American Music Awards de 2013. Ils collaborent aussi avec Birdman et Lil Wayne sur l'album de Rich Gang, avec la chanson Dark Horse,. R. Kelly participe aussi à la bande-son du film The Best Man Holiday avec sa chanson Happy People.
En 2014, R.Kelly reprend la chanson Betcha Gon’ Know en duo avec Mariah Carey dans les bonus de l’album de cette dernière : Me. I Am Mariah... The Elusive Chanteuse.

### Discographie
- 1992 : Born into the 90's
- 1993 : 12 Play
- 1995 : R. Kelly
- 1998 : R.
- 2000 : TP-2.com
- 2003 : Chocolate Factory
- 2004 : Happy People/U Saved Me
- 2005 : Trapped in the closet
- 2005 : TP.3 Reloaded
- 2007 : Double Up
- 2009 : Untitled
- 2010 : Love Letter
- 2011 : The world's greatest
- 2012 : Write Me Back
- 2013 : Black Panties
- 2015 : The Buffet
- 2016 : 12 Nights of Christmas

## Crimes
Enquêtes et procès ont permis de démontrer que R. Kelly se livre, dès le début de sa carrière, à des actes pédocriminels, impliquant des jeunes filles. Lors du procès de New York en 2021, la juge Ann Donnelly, qui le préside, indique lors de la lecture de la sentence que R. Kelly « utilisait sa renommée et son organisation pour attirer les jeunes dans des relations sexuelles abusives - une entreprise de racket qui […] a duré environ 25 ans. ».
Le premier scandale éclate lorsqu'il produit et travaille avec Aaliyah. R. Kelly se serait marié secrètement avec sa protégée, en déclarant la chanteuse majeure alors qu’elle n’avait que 15 ans. Au cours du procès de 2021, les avocats de l'accusation accusent R. Kelly d'avoir épousé Aaliyah car en devenant son épouse, elle ne pouvait alors plus porter plainte contre lui (des conjoints ne pouvant pas témoigner l'un contre l'autre lors d'un procès aux États-Unis).
Déjà accusé de pédopornographie en 2008, R. Kelly est acquitté. Des détracteurs dénoncent cet acquittement. R. Kelly n'en était pourtant pas à sa première accusation. Six autres poursuites, au moins, ont été lancées contre lui. Elles se sont toutes soldées par un acquittement ou un non-lieu.

### Première inculpation (2002)
Le 8 février 2002, le Chicago Sun-Times annonce avoir reçu une bande vidéo montrant prétendument R. Kelly en train d'avoir des relations sexuelles avec une mineure et indique que la police de Chicago avait déjà commencé à enquêter sur ces allégations concernant R. Kelly et la même fille trois ans plus tôt. À l'époque, la jeune fille et ses parents nient qu'elle ait eu des relations sexuelles avec R. Kelly. Le 5 juin, R. Kelly est inculpé à Chicago pour pédopornographie liée à cette sextape. Il plaide non coupable et est libéré sous caution de 750 000 $.
Le 9 mai 2008 commence le procès pour pédopornographie de R. Kelly. Mais, la victime présumée ayant refusé de témoigner, dès le 13 juin, R. Kelly est acquitté de tous les chefs d'accusation après moins d'une journée complète de délibérations.

### Mouvement #MuteRKelly
Le mouvement est fondé par Kenyette Barnes et Oronike Odeleye (en) en juillet 2017, lorsque R. Kelly avait prévu de se produire à Atlanta. Le mouvement déclenche un certain nombre de manifestations à Chicago, Atlanta, Memphis, New York, Caroline du Nord...
La campagne attire l'attention de célébrités et certaines collaborations musicales (avec Lady Gaga, Céline Dion, The Pussycat Dolls...) de R. Kelly sont supprimées des services de streaming.
Néanmoins, ce n'est qu'en 2021 qu'YouTube ferme les deux chaînes de R. Kelly.

### DocumentaireSurviving R. Kelly(2019)
Début janvier 2019, un documentaire intitulé Surviving R. Kelly (en) est diffusé par Lifetime aux États-Unis,. Ce documentaire qui regroupe le témoignage de nombreuses jeunes femmes et de proches du chanteur fait l'effet d'une bombe. R. Kelly est présenté comme un prédateur sexuel pédophile mais également comme étant à la tête d'une forme de secte où il retiendrait de très jeunes filles contre leur volonté, les violant,. Accusation étayée par une enquête de BuzzFeed qui porte sur l'emprise exercée sur de jeunes femmes à des fins sexuelles. À la suite de la diffusion de ce documentaire, plusieurs stars de la chanson retirent des plateformes de téléchargement les morceaux enregistrés avec R. Kelly. Le 18 janvier 2019, la maison RCA records, filiale de Sony Music, rompt le contrat du chanteur en raison des trop nombreuses accusations portées contre lui.

### Arrestation
En février 2019, de nouvelles accusations ressortent étayées par des vidéos compromettantes où il apparaît que le chanteur aurait des relations sexuelles avec des filles de 14 et 16 ans. Une des vidéos a été transmise à la chaîne d'information CNN qui a révélé qu'une des jeunes filles filmées disait avoir 14 ans. Le 22 février, R. Kelly est arrêté et inculpé de 10 chefs d'accusation. Chacun de ces 10 chefs d'abus sexuel aggravé est passible d'une peine allant de 3 à 7 ans de prison. Selon le procureur du district de Chicago, les crimes présumés s'étalent de 1998 à 2010 et concernent quatre victimes, dont trois mineures de moins de 17 ans. Il est libéré sous caution le 24 février suivant après avoir plaidé non coupable de tous les chefs d'accusation, avec une audience fixée au 22 mars. En 2020, il est retenu en détention au centre correctionnel métropolitain de Chicago (Metropolitan Correctional Center, Chicago).

### Les procès

#### 2021 (New York)
Retardé à cause de la pandémie de Covid-19, le premier procès de R. Kelly s'ouvre le lundi 9 août 2021. Il est jugé au tribunal fédéral de Brooklyn dans le cadre des Mann Act et Racketeer Influenced and Corrupt Organizations Act pour plusieurs chefs d'accusations tels que « exploitation sexuelle de mineure », « extorsion », « enlèvement », « corruption », « pédopornographie » ou encore « travail forcé ». Onze victimes, neuf femmes et deux hommes, sont venus décrire un « système » d’exploitation sexuelle de jeunes fans organisé avec l'entourage de R. Kelly. Certaines victimes recevaient après les concerts les coordonnées de leur idole sur un morceau de papier. R. Kelly plaide non coupable de l’ensemble des accusations. Il est reconnu coupable le 27 septembre 2021,.
Le 29 juin 2022, il est reconnu coupable de tous les chefs d'accusation pesant contre lui sur une période de 1994 à 2018. Il est condamné à 30 ans de réclusion.
Le 12 février 2025, la condamnation est confirmée en appel, par une cour d'appel fédérale américaine.

#### 2022 (Chicago)
Un deuxième procès pour obstruction à la justice, de production de pédopornographie et d'activité sexuelle illégale avec une personne mineure se tient, à Chicago, à partir du 15 août 2022,.
Le 14 septembre 2022, il est reconnu coupable de production de pédopornographie et détournement de mineur, ce qui lui fait encourir une peine additionnelle de dix ans à quatre-vingt-dix ans de prison. La date de l'audience pour l'annonce de la sentence n'est pas encore fixée. Lors du procès, les procureurs dépeignent Kelly comme étant « un maître manipulateur qui a utilisé sa renommée et sa richesse pour attirer des fans éblouis, dont certains mineurs, afin de les abuser sexuellement avant de les jeter. »
Le 27 avril 2024, la 7e Cour d'appel des États-Unis confirme la peine de 20 ans de prison prononcée contre R. Kelly pour avoir été reconnu coupable de pédophilie à Chicago.
Le 30 septembre 2024, la Cour Suprême refuse d'examiner le recours de R. Kelly sur ce procès.

#### Autres procédures
En février 2019, le tribunal fédéral de l'Illinois engage une procédure pour 10 chefs d'accusation d'abus sexuels aggravés, puis en mai pour 11 autres accusations de crime d'agression sexuelle et d'abus sexuels dans le comté de Cork. Le 23 février 2023, il écope d'une peine de prison de 20 ans. Toutefois, cette peine se fusionne en partie avec les 30 ans de prison auxquels il était déjà condamné, et il ne fera qu'un an de prison additionnelle.
En août 2019, le tribunal fédéral du Minnesota engage une procédure pour deux infractions pénales liées à la prostitution et à la sollicitation dans le comté de Hennepin.
En mai 2023, le bureau du procureur du comté de Hennepin décidée d'abandonner les charges de prostitution impliquant un mineur contre R. Kelly. Cette décision est prise en raison des condamnations fédérales antérieures de R. Kelly pour pornographie infantile et incitation de mineurs à des actes sexuels, qui lui ont valu des peines de prison substantielles. Les procureurs estiment que poursuivre les charges au Minnesota n'aurait pas entraîné de peine supplémentaire significative.

### Lieux de détention
De juin 2021 à juillet 2022, R. Kelly est incarcéré au centre de détention métropolitain de Brooklyn à New York, puis, jusqu'en avril 2023, au centre correctionnel métropolitain de Chicago dans l'Illinois. À partir du 24 avril 2023, il est transféré au complexe correctionnel fédéral de Butner en Caroline du Nord où il purge sa peine qui devrait se terminer le 24 décembre 2045.